# 苏联电视
苏联电视（俄语：Телевидение в СССР）于1931年問世，是當時國家的大眾媒體工具。蘇聯的電視製作分為中央（蘇聯中央電視台）、共和國和區域廣播。到了1980年代末，包括四個全蘇聯頻道（其中兩個頻道在特高頻內，可在所有地區接收），以及共和國頻道（在所有蘇聯共和國中均可接收，不包括俄羅斯聯邦）。
在蘇聯時代，負責電視播放及訊息控制審查的機構是蘇聯國家廣播電視委員會，除此之外也負責管理蘇聯中央電視台和全蘇聯廣播電台。

## 历史
苏联開始有了正式的电视节目与广播是在1938年，但那时仅仅只有莫斯科和列宁格勒才有电视与广播。
最初的电视由全联盟委员会与苏联广播民委会（ВсесоюзныйкомитетпорадиофикацииирадиовещаниюприСНКСССР）
管辖。时间表：
- 1934年
  - 10月1日：第一台电视机出现。屏幕大小为27平方厘米，有30根电视线。1秒钟仅有12.5帧。
  - 11月15日：第一台有声电视在莫斯科的一个音乐会上展出并直播。
- 1935年
  - 10月15日：有声电影第一次在电视上放映。
- 1938年
  - 3月9日：第一个电视实验工作室于莫斯科的莎布罗兀卡塔（Shabolovka）出现
  - 3月25日：第一个完整的电影伟大的公民（Великийгражданин）出现
  - 6月7日：第一个实验性的电视广播在列宁格勒出现。
- 1945年
  - 12月15日：在二战结束后，莫斯科电视中心第一次恢复正常。
- 1948年
  - 11月4日：莫斯科电视中心的电视配置标准升为电视需装配625电视线。
- 1949年
  - 7月29日：第一个闭路电视在迪纳摩体育场的一场体育比赛中出现。
- 1950年
  - 8月24日：第一个远程广播出现，它可以将信号从莫斯科发送至梁赞。

## 广播电视委员会主席
- 1931—1933年 — Ф. Я. Кон
- 1933—1936年 — П. М. Керженцев
- 1936—1939年 — К. А. Мальцев
- 1939—1941年 — Г. И. Стуков
- 1941—1944年 — Д. А. Поликарпов
- 1944—1949/53年 — А. А. Пузин (радиоинформация); 1950—1953年 — С. А. Виноградов (радиовещане)
- 1957—1959年 — Д. И. Чесноков
- 1959—1962年 — С. В. Кафтанов
- 1962—1964年 — М. А. Харламов
- 1964—1970年 — Н. Н. Месяцев
- 1970—1985年 — С. Г. Лапин
- 1985—1989年 — А. Н. Аксёнов
- 1989—1990年 — М. Ф. Ненашев
- 1990年11月14日—1991年2月8日 — Л. П. Кравченко

## 电视服务
由于苏联的地域十分广阔，苏联在电视方面有一些问题需要克服。首先是地形：苏联的部分国土在东欧，而东欧有许多崎岖不平的山脉(如乌拉尔山)、针叶林与东部北部的大草原阻挡或减弱信号。另一个问题是时差：苏联涵盖了11个不同的时区，因此电视上显示的时间往往不能与正确时间相同，比如你在吉尔吉斯苏维埃社会主义共和国（今吉尔吉斯斯坦），那么莫斯科的电视台显示的时间就与实际时间不吻合。该国人居住在欧洲地区的人越来越多，而居住在苏联东部与亚洲地区的人越来越少的部分原因就是这个。苏联还将自己的节目信号，发给了其他签署了华沙条约的国家。
最后，苏联人向他们的电视系统中配备了独创的机器组合与特殊的无线电器来克服上述问题以及向共产世界发送编程的问题.

## 电视广播
- 1949 年 6 月 29 日 - 莫斯科电视中心关于迪纳摩体育场一场足球比赛进行首次室外转播。
- 1954 年 10 月 27 日 - 电视《艺术》第一期。
- 1956年6月25日 - 电视《知识》第一期。
- 1957 年 12 月 4 日 - 电视《为了你，女人》第一期。
- 1960年2月23日 - 电视《健康》第一期。
- 1961年8月11日-“ KVN ”的第一个青少年节目。
- 1962年4月6日-苏联中央电视台音乐娱乐节目《蓝光》首播。
- 1962年10月21日 - 信息和音乐节目Music Kiosk 首次播出。
- 1962年10月21日 - 每月影评《电影全景》首播。
- 1963年3月12日-首次发布有关农业的节目。
- 1964年9月1日 -中央电视台第二套节目《晚安，孩子们！》开播。
- 1965年10月3日 - 儿童早间节目“闹钟”发布。
- 1967年2月23日 - 发布军事节目《我为苏联服务！》”。
- 1968年1月1日 - 中央电视台新闻节目“ Vremya ”出现。
- 1968年4月17日 - 苏联第一部关于动物的电视节目“动物世界”。
- 1970年3月10日 - 推出法律视频频道“人与法”
- 01/01/1972 - 年度电视节“年度歌曲”发布。
- 1973年2月24日 - 中央电视台首播科学节目《显而易见-难以置信》。
- 1974年9月7日-中央电视台《晨报》娱乐节目首播。
- 1975年1月4日-中央电视台第一套少儿节目《 ABVGDeika 》开播。
- 1976年9月4日 - 儿童节目“参观童话”首次发布。
- 1978年9月15日 - 幽默节目《笑声周围》首播。
- 1983年10月18日，中央电视台第一套青春节目《到16岁以上…… 》开播。
- 1985年2月10日 - 新闻节目“ News ”首次发布。

## 苏联电视新闻
苏联的电视新闻几乎全部都由苏联通讯社发布，它通常被称作TASS（塔斯社）。塔斯社直到今天依然存在，但它摇身一变成为了俄罗斯的信息通社（ITAR-TASS）。在勃列日涅夫时代，它占据了莫斯科的大部分建筑，正门上方的醒目的地球雕塑是他的一大特点。就像它在电影院的同行一样，它也见证了共产主义的崩溃。